# Польяно-Миланезе
Польяно-Миланезе (итал. Pogliano Milanese) — коммуна в Италии, в провинции Милан области Ломбардия.
Население составляет 7828 человек, плотность населения составляет 1957 чел./км². Занимает площадь 4,67 км². Почтовый индекс — 20010. Телефонный код — 02.
Покровителями населённого пункта считаются апостол Пётр и апостол Павел. Праздник ежегодно празднуется 29 июня.